# Mustafa Lala Pasza
Mustafa Lala Pasza lub Lala Kara Mustafa Pasza, tur. Lala Kara Mustafa Paşa (ur. około 1500, zm. 7 sierpnia 1580 w Stambule) – dowódca wojskowy, polityk i wielki wezyr Imperium Osmańskiego
Za zasługi dla państwa został wyniesiony do godności bejlerbeja Damaszku a następnie Piątego Wezyra. Dowodził połączonymi siłami lądowymi i morskimi podczas podboju dotychczas weneckiego Cypru w latach 1570-1571 i kampanii przeciwko Gruzji w 1578. Pod koniec życia został mianowany Wielkim Wezyrem (premierem) imperium i funkcję tę pełnił od 28 kwietnia do 7 sierpnia 1580 roku.
Do posła polskiego miał powiedzieć: 
My z tobą i twoim królem jednego jesteśmy narodu, ty Lach, ja Bośniak; jest to zaś rzeczą przyrodzoną, że każdy naród więcej swoich kocha niż obcych.".
Honorowy przydomek "Lala" (nauczyciel sułtana) otrzymał jako nauczyciel synów sułtańskich. Mustafa znany był z okrucieństwa wobec pokonanych nieprzyjaciół. Po zdobyciu Nikozji w 1570 roku do znajdującej się na północ Kyrenii wysłał konno jednego z weneckich kapitanów z dwoma głowami przytroczonymi do siodła (groźba poskutkowała kapitulacją twierdzy), a do Famagusty na tacy głowę Nicolasa Dandolo, dowodzącego siłami świeżo zdobytego miasta-fortecy. Swoją reputację podkreślił zadając okrutną śmierć weneckiemu kapitanowi Marcantonio Bragadinowi, obrońcy Famagusty, którego w 1571 kazał żywcem obedrzeć ze skóry.